# Putto

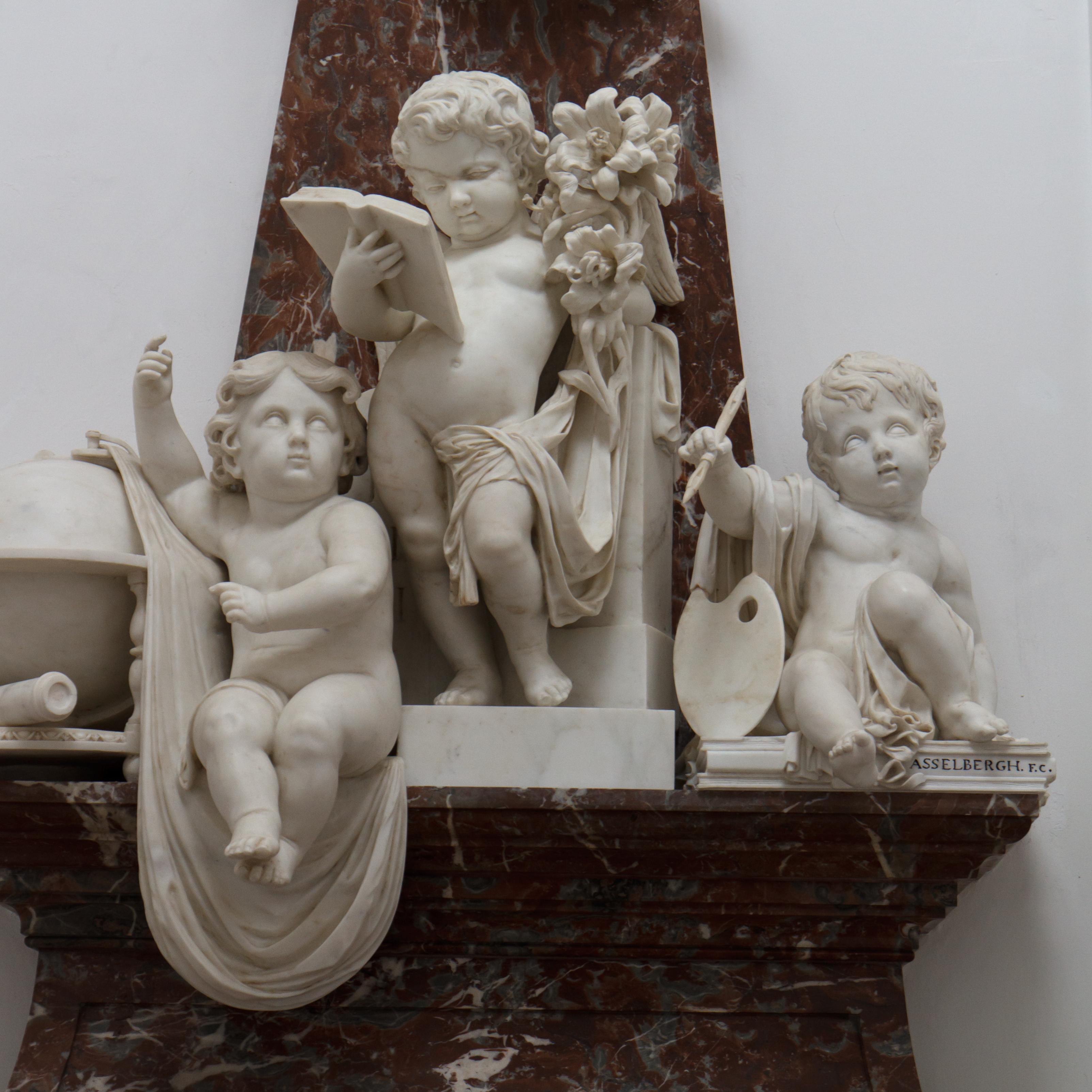
Tre putti.

Putto (italienska, plural putti, liten pojke) är en benämning på de oftast nakna barngestalter i konsten som redan under antiken och sedermera alltifrån renässansens början användes i dekorativ plastik och målning. De bär oftast sköldar, blommor och fruktgirlander. De kallas ofta felaktigt keruber.